# Croix de l'Armia Krajowa

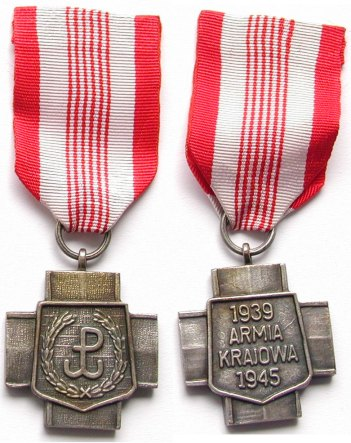
Croix de l'Armia Krajowa

La Croix de l'Armia Krajowa (Croix de l'Armée de l'Intérieur; polonais : Krzyż Armii Krajowej) est une décoration militaire polonaise qui a été instituée par le Général Tadeusz Bór-Komorowski le 1er août 1966 pour commémorer les efforts des soldats de l'État polonais clandestin entre 1939 et 1945. Cette décoration était destinée aux soldats de l'Armée de l'Intérieur (Armia Krajowa) et des organisations qui l'avaient précédée (Służba Zwycięstwu Polski et Związek Walki Zbrojnej).
Le premier récipiendaire (à titre posthume) fut le général Stefan Grot–Rowecki.
Cette récompense était accordée par le Gouvernement polonais en exil à Londres et n'était pas reconnue par la République populaire de Pologne, qui considérait les membres de l'Armia Krajowa — la plupart étant des anticommunistes — comme des ennemis de l'État.
En 1992, après la chute du régime communiste, la Croix de l'Armia Krajowa fut reconnue par le gouvernement polonais et remise par le président polonais en personne. Le 8 mai 1999, elle cessa d'être attribuée.